# Spodiopogon bambusoides
Spodiopogon bambusoides là một loài thực vật có hoa trong họ Hòa thảo. Loài này được (Keng f.) S.M. Phillips & S.L. Chen mô tả khoa học đầu tiên năm 2006.